# António Capucho
António d'Orey Capucho GCIH (Lisboa, São Mamede, 3 de janeiro de 1945) é um gestor e político português.

## Família
Segundo de nove filhos e filhas e primeiro filho de António Emídio Ferreira de Mesquita da Silva Capucho (24 de Abril de 1918) e de sua mulher, Maria Teresa de Almeida d'Orey (17 de Dezembro de 1917), bisneta de um Alemão fundador da família d'Orey, sobrinha-bisneta do 1.º Visconde de São Torquato, sobrinha-trineta do 3.º Visconde e 1.º Conde de Mesquitela, do 1.º Visconde e 1.º Marquês da Cunha e do 1.º Conde da Ilha da Madeira, tetraneta da 2.ª Viscondessa de Mesquitela, neta materna de Manuel Casimiro de Almeida, cavaleiro tauromáquico e do Dr. José de Almeida, que dá o seu nome ao Hospital de Cascais, e prima-irmã de Mirita Casimiro, célebre atriz; primo em terceiro grau de Teresa, Alexandre e António Patrício Gouveia, este falecido em 04.12.1980 ao lado do Primeiro Ministro Francisco Sá Carneiro, num desastre de aviação em Camarate.

## Biografia
Curso Superior de Organização e Gestão de Empresas (ISNP - 1974).
Durante o Estado Novo, apoiou as candidaturas da Oposição Democrática, em 1969 pela CEUD, grupo liderado por Mário Soares e em 1973 pela CDE, uma candidatura unitária.
Aderindo ao Partido Social Democrata em 1974, ocupou os cargos de secretário-geral adjunto (1975), secretário-geral, sendo líderes Francisco Sá Carneiro (1978-1980), Francisco Pinto Balsemão (1980-1983), Carlos Mota Pinto (1983-1985) e Marcelo Rebelo de Sousa (1998-1999), e de vice-presidente da Comissão Política Nacional sendo líder Aníbal Cavaco Silva (1988-1990), Marcelo Rebelo de Sousa (1996-1998) e José Manuel Durão Barroso (2000-2002). Foi deputado à Assembleia da República (1980-1999) pelos círculos de Lisboa, Faro e Setúbal, e presidiu ao Grupo Parlamentar (1984-1987 e 1999-2001).
Integrou o VIII Governo Constitucional como Secretário de Estado Adjunto do Primeiro-Ministro, exercendo depois o cargo de Ministro da Qualidade de Vida no IX Governo do "Bloco Central" e Ministro dos Assuntos Parlamentares entre 1987 e 1989. Eleito para o Parlamento Europeu em 1989 e 1994, e nas duas legislaturas eleito vice-presidente da instituição. É autor de A União Europeia. O que é e como funciona (1994), União Europeia a 15 (1996) e de De Roma a Amesterdão (1997).
Foi Membro eleito do Conselho de Estado (2002-2004 e 2008-2011).
Foi eleito presidente da Câmara Municipal de Cascais em 2001, 2005 e 2009, tendo renunciado ao mandato em Janeiro de 2011.
Eleito para a Assembleia Municipal de Sintra nas eleições autárquicas de 2013 pela lista independente "Sintrenses com Marco Almeida" e em consequência expulso do PSD. Regressou ao PSD em 2019, com a liderança de Rui Rio.
Adepto e praticante federado de ténis no Clube de Ténis do Estoril, de Futebol na Associação Desportiva da Costa do Sol, de Badminton na Associação Desportiva de Oeiras, de Atletismo no Grupo Desportivo de Paço de Arcos, de Volei no Grupo Dramático e Desportivo de Cascais e Basquete no Clube Desportivo de Paço d'Arcos. É Sócio Honorário do Clube Naval de Cascais, do Clube Naval de Lisboa, do Clube de Ténis do Estoril e do Grupo Dramático e Desportivo de Cascais.
Medalha de Honra do Município de Cascais, Ordem de Mérito da Associação de Letras e Artes, membro honorário da Associação Portuguesa de Museologia, Irmão honorário da Santa Casa da Misericórdia de Cascais. É sócio honorário do Rotary Clube de Cascais-Estoril, da Associação de Prevenção e Desafio à Sida e da Estudantina Recreativa de São Domingos de Rana, 

### Condecorações
- Grã-Cruz da Ordem do Mérito Civil de Espanha (16 de Julho de 1984)[3]
- Grã-Cruz da Ordem do Infante D. Henrique de Portugal (9 de Junho de 1997)[4]
- Comendador da Ordem do Mérito do Luxemburgo (6 de Dezembro de 2010)[3]

## Casamento e descendência
Casou em 1967 com Maria Madalena do Rego da Costa Salema (27 de Maio de 1945), irmã de Margarida Salema Oliveira Martins e de Helena Roseta, da qual tem um filho e uma filha:
- António Diogo Salema d'Orey Capucho (28 de Abril de 1968), arquitecto, casado com Maria José Vitorino Ramalho (22 de Dezembro de 1979), da qual tem uma filha e um filho:
  - Mariana Ramalho d'Orey Capucho (10 de Agosto de 2012)
  - Francisco Ramalho d'Orey Capucho (29 de Dezembro de 2013)
- Mónica Salema d'Orey Capucho (21 de Novembro de 1971).

## Funções governamentais exercidas
- IX Governo Constitucional
  - Secretário de Estado Adjunto do Primeiro Ministro
- IX Governo Constitucional
  - Ministro da Qualidade de Vida
- XI Governo Constitucional
  - Ministro dos Assuntos Parlamentares